# فرانسوا دوتشسن
فرانسوا دوتشسن (بالفرنسية: François Duchesne)‏ هو مؤرخ فرنسي، ولد في 22 مارس 1616 في باريس في فرنسا، وتوفي في 8 يوليو 1693.